# Malin Uddling

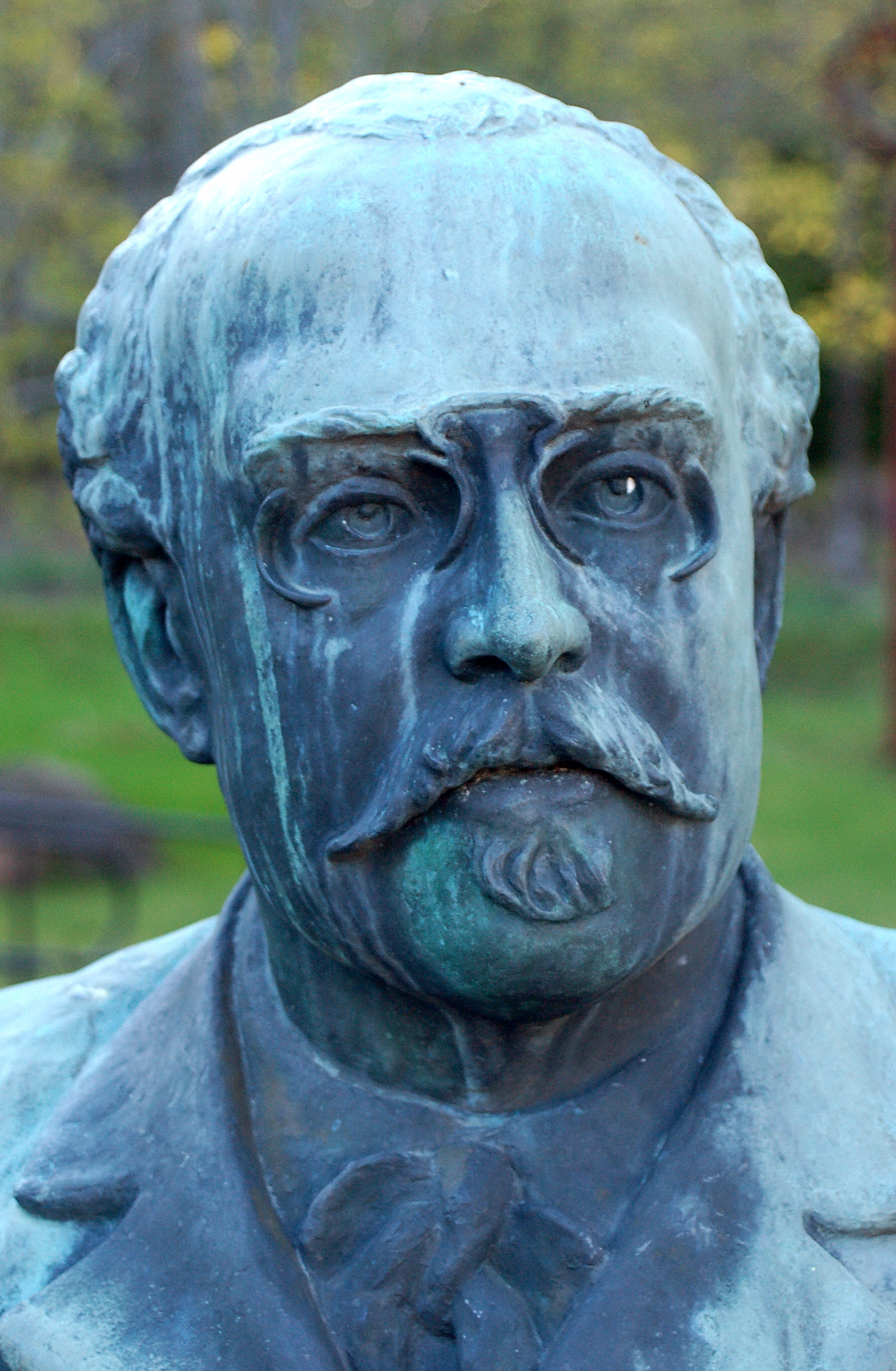
Byst av Gustaf Fröding utförd av Malin Uddling på Alsters herrgård.

Malin Anna Maria Uddling, född 3 juli 1914 i Uppsala, död 24 juli 1982 i Södertälje, var en svensk skulptör och målare.
Hon var dotter till professorn Christian Johannes Lindblom och Märta Carolina Norberg och 1937–1963 gift med kyrkoherden Knut Axel Uddling. Hon studerade vid Tekniska skolan i Stockholm 1933–1935, och vid Zadigs skulpturskola i Malmö 1935–1936 samt målning vid Sigge Bergströms och Berggrens målarskolor i Stockholm. Hon var representerad i utställningen Nutida konst i Lundahem som visades på Skånska konstmuseum 1934. Bland hennes offentliga arbeten märks bland annat en porträttbyst i brons av Gustaf Fröding vid Alsters herrgård, en minnesvård med Puck-motiv på Anita Nathorsts grav på Uppsala kyrkogård, ett porträtthuvud av sin far i brons till Teologiska fakulteten i Lund. Förutom skulpturer består hennes konst av landskapsskildringar utförda i olja eller akvarell. Hon är gravsatt i minneslunden på Södertälje kyrkogård.